# Santa Claus Is Coming to Town (Laura Pausini)
Santa Claus Is Coming to Town è un brano musicale natalizio del 1934 interpretato dalla cantante italiana Laura Pausini nel 2016. È il primo ed unico singolo dell'album natalizio Laura Xmas, trasmesso in radio dal 4 novembre 2016, in contemporanea con l'uscita dell'album.

## Descrizione
Santa Claus Is Coming to Town è una tradizionale canzone natalizia statunitense composta nel 1932 da Haven Gillespie (testo) e J. Fred Coots (musica) e cantata per la prima volta in occasione del Giorno del Ringraziamento del 1934 da Eddie Cantor in una trasmissione radiofonica.
Nel 2016 la cantante ha interpretato una versione del brano con la collaborazione della Patrick Williams Orchestra, registrata nei Capitol Studios di Los Angeles e pubblicata come primo singolo dell'album Laura Xmas, quest'ultimo contenente dodici classici della tradizione natalizia. Ha interpretato anche la versione in lingua spagnola Santa Claus ilegó a la ciudad, inserita nell'album Laura Navidad ed estratta come primo singolo il 6 novembre in Spagna e in America Latina.

## Video musicale
Il videoclip (in lingua inglese e in lingua spagnola) è stato diretto dal regista Gaetano Morbioli e registrato al Teatro comunale Ebe Stignani di Imola il 3 ottobre 2016 con la presenza di 200 iscritti appartenenti al fanclub Laura4U dell'artista. Nel video compaiono anche la figlia Paola e i nipotini Cecilia e Matteo. Il giorno seguente a Imola, altri 200 fan hanno partecipato alla registrazione di uno speciale concerto natalizio, trasmesso il 24 dicembre 2016 su Melody in Francia (Speciale di Natale con Laura Pausini), su La 1 in Spagna e su Univision negli Stati Uniti (Navidad con Laura Pausini) (pubblicato poi nel 2017 sul DVD del cofanetto Laura Xmas - Deluxe Edition).
I primi 30 secondi del videoclip in lingua inglese vengono trasmessi in anteprima il 2 novembre 2016 sul TG1, mentre i due videoclip completi vengono resi disponibili il 4 novembre 2016 sul canale YouTube della Warner Music Italy.
Nel 2017 i 2 videoclip vengono inseriti sul DVD del cofanetto Laura Xmas - Deluxe Edition.

## Tracce
Download digitale
1. Santa Claus Is Coming to Town – 2:07 (John Frederick Coots, Haven Gillespie)
2. Santa Claus ilegó a la ciudad – 2:07 (John Frederick Coots, Haven Gillespie)

CD Single
1. Santa Claus Is Coming to Town – 2:07
2. Santa Claus ilegó a la ciudad – 2:07
3. Instrumental – 2:07

## Pubblicazioni
Santa Claus Is Coming to Town e Santa Claus ilegó a la ciudad (insieme alla versione strumentale) vengono pubblicati nel box The Singles Collection - Volume 4 edito dalla Atlantic Records nel 2019, commercializzato attraverso il fan club ufficiale dell'artista Laura4u.

## Classifiche
| Classifica (2012)         | Posizione massima |
| ------------------------- | ----------------- |
| Italian Chart Performance | 81                |